# 후르비츠의 정리 (나눗셈 대수)
후르비츠의 정리(Hurwitz's theorem, -定理)는 독일 수학자 아돌프 후르비츠의 이름이 붙은 추상대수학의 정리로, 후르비츠가 1898년 증명하였다. 다음과 같은 내용이다.
- 항등원이 있는 실수 혹은 복소수 위의 노름이 주어진 나눗셈 대수로서, 그 노름이 항상 {\displaystyle ||xy||=||x||\cdot ||y||}을 만족하는 것은 항상 (대수로서) 실수, 복소수, 사원수, 팔원수 중 하나와 동형이다.[1][2]

페르디난트 게오르크 프로베니우스에 의해 시작된 실수체 위의 나눗셈 대수를 분류하는 문제는 후르비츠가 이 정리 등으로 이어받아 발전시켰고, 막스 초른이 교대환(alternative ring)의 연구로 이에 대한 일반적인 결과를 얻었다.
아돌프 후르비츠는 이 정리를 즉시 응용하여 브라마굽타-피보나치 항등식, 오일러의 네 제곱수 항등식이나 데겐의 여덟 제곱수 항등식과 같은 항등식은 미지수가 여덟 개보다 더 많은 경우에 대해서는 성립할 수 없다는 사실을 증명하기도 했다.

## 같이 보기
- 프로베니우스 정리 (대수학)
- 웨더번 정리
- 아르틴-초른 정리
- 데겐의 여덟 제곱수 항등식